# Фомино (Раменский район)
Фомино́ — деревня в Раменском муниципальном районе Московской области. Входит в состав сельского поселения Рыболовское. Население — 29 чел. (2010).

## География
Деревня Фомино расположена в южной части Раменского района, примерно в 17 км к юго-востоку от города Раменское. Высота над уровнем моря 116 м. В 1 км к югу от деревни протекает река Москва. Ближайшие населённые пункты — деревни Локтевая, Колупаево и Никулино.

## История
В конце XVI века пустошью Фомино владел Андрей Лащинский. После гражданской войны начала XVII века местность перешла Г. Н. Желтухину, потомки которого владели ею на протяжении всего столетия. По данным 1783 года деревня с 30 дворами входила в состав дворцовой волости Гвоздна. В XIX веке через деревню пролегал гужевой тракт их Бронниц в Егорьевск. По состоянию на 1852 год деревня принадлежала действительному статскому советнику Александру Беку.
В 1926 году деревня входила в состав Никулинского сельсовета Михалевской волости Бронницкого уезда Московской губернии.
С 1929 года — населённый пункт в составе Бронницкого района Коломенского округа Московской области. 3 июня 1959 года Бронницкий район был упразднён, деревня передана в Люберецкий район. С 1960 года в составе Раменского района.
В 1930-е годы создан колхоз, позднее вошедший в состав объединённого колхоза «Ленинец».
До муниципальной реформы 2006 года деревня входила в состав Рыболовского сельского округа Раменского района.

## Население
| 1926 | 2002 | 2010 |
| ---- | ---- | ---- |
| 183  | ↘29  | →29  |

В 1926 году в деревне проживало 183 человека (84 мужчины, 99 женщин), насчитывалось 45 крестьянских хозяйств. По переписи 2002 года — 29 человек (11 мужчин, 18 женщин).